# Ochudno
Ochudno – wieś w Polsce, położona w województwie mazowieckim, w powiecie wyszkowskim, w gminie Rząśnik. Ma statussołectwa. Leży u źródeł rzeczki Prut na Międzyrzeczu Łomżyńskim, na terenie Puszczy Białej, w otoczeniu lasów. Najbliższym miastem jest Wyszków. 

## Historia
Na terenie wsi odnaleziono ślady osady jednodworczej i osadnictwa z okresu nowożytnego oraz mogiły z XIV wieku. Zwana jest przez miejscowych Litwok. W 1326 miał tu zostać zabity pustoszący Mazowsze Dawid, zięć Giedymina.
Pierwsze wzmianki o Ochudnie pochodzą z XV wieku. Z powstaniem wioski związana jest legenda, jakoby pełnomocnik biskupów płockich z Pułtuska, który sprawował przed wiekami pieczę nad całą Puszczą Białą, w trakcie polowania natknął się między Leszczydołem i Porządziem na dwie nowe kurne chaty wzniesione na skraju obszernej polany, nieopodal źródeł rzeczki Prut. Mieszkający tam osadnicy ze strachu nie odpowiadali na pytania pełnomocnika – jeden skulił się, a drugi w zdenerwowaniu dreptał w miejscu. Według legendy pełnomocnik, zadowolony z tego, że przybyło do puszczy dwóch nowych osadników, rzekł do nich: „Nie bójcie się, możecie tu pozostać, ale trzeba wam nadać nazwiska, jak również nazwę osadzie, którą tu założyliście. Ty, coś się tak skulił, będziesz nazywał się Kulesza, a ty, co tak drepczesz, będziesz nazywał się Deptuła. Wioska wasza zaś, ponieważ tak chudo wyglądacie i niebogate są wasze chaty, będzie się nazywać Ochudno”.
Fala osiedleńcza rozpoczęła się jednak pod koniec XVI wieku. Wówczas na wschodnim krańcu puszczy powstała wieś Ochudno. W tym samym czasie założono Porządzie, Rząśnik, Dąbrowę i Leszczydół. Wieś Ochudno jako czynszowa wchodziła w skład dóbr biskupów płockich. Wysokość czynszów określał przywilej biskupa Hieronima Antoniego Szeptyckiego z 23 lutego 1761.
W XVIII wieku do wsi w Puszczy Białej, w tym Ochudna, sprowadzono około 300 osadników kurpiowskich z Puszczy Zielonej. Wielu z osadników było bartnikami, ale było to zajęcie dodatkowe, głównym było rolnictwo. W Puszczy Białej w tym czasie liczba bartników była niemal taka sama jak w XVI wieku, ale zadzianych (użytkowanych) barci było o wiele mniej. W Ochudnie najwięcej, bo aż 60 czynnych i 130 pustych barci, posiadał bartnik Jan Kulesza. Wieś stanowiła granicę jednej z dwóch zespołów osadniczych w Puszczy Białej.
Dawni mieszkańcy Ochudna byli niegdyś pogardliwie nazywani „szlachtą pantoflową”, ponieważ nie ubierali się w stroje ludowe, a do kościoła zakładali skórzane pantofle zamiast łykowych butów.
Przez wieś przetoczyły się wojska szwedzkie w czasie potopu. 
Po rozbiorach wieś stała się częścią dób rządowych (pruskich), a następnie należała do dób narodowych Brańszczyk.
W 1819 we wsi było 19 osad czynszowych należących do 24 gospodarzy oraz 7 chałupników. Istniała karczma. Wieś utrzymywała nauczyciela. W 1827 we wsi Ochudne były 33 domy i 180 mieszkańców. W 1855 wieś urządzono kolonialnie: stworzono 34 osady rolne o wielkości 19–20 mórg, 18 osad ogrodniczych liczących 1–1,5 morgi, 1 osadę strzelecką o wielkości 15 morgów, smolarnię o powierzchni 16,5 morgów, osadę karczemną i osadę kowalską. Wyznaczono wysokość czynszu i długość wolnizny. Hodowano konie, woły, krowy, świnie i owce.
W pobliskich lasach walczyli powstańcy listopadowi w 1830 i styczniowi. W 1863 w lesie zwanym Dąbrówki w pobliżu wsi Ochudno znajdował się obóz powstańczy oddziału dowodzonego przez Teofila Dąbrowskiego (brata Jarosława).
W 1908 we wsi powstała pierwsza na ziemiach polskich chłopska spółdzielnia do eksploatacji torfu wyposażona w nowoczesną maszynę.
W 1915, podczas odwrotu, wojska rosyjskie spaliły wieś. W czasie wojny polsko-bolszewickiej w 1920 w Ochudnie urządzono zasadzkę na dwóch zwiadowców Armii Czerwonej. Żołnierze polscy zabili jednego bolszewika, drugi przeżył i uciekł, lecz zabito jego konia.
W okresie międzywojennym wieś leżała w województwie warszawskim, w powiecie pułtuskim, w gminie Wyszków. Według Powszechnego Spisu Ludności z 1921 roku wieś zamieszkiwało 596 osób, wszystkie wyznania rzymskokatolickiego i polskiej narodowości. Było tu 99 budynków mieszkalnych. W pobliżu wsi znajdowała się leśniczówka. Miejscowość podlegała pod sąd grodzki w Wyszkowie i okręgowy w Warszawie, najbliższy urząd pocztowy mieścił się w Wyszkowie. W czasie komasacji gruntów mieszkańcy wsi otrzymali łąki nawet 20 km dalej, w okolicach wsi Budy Brańszczykowskie.
W 1930 we wsi działała biblioteka Koła Związku Młodzieży Wiejskiej.
W 1933 powstała gromada Ochudno, w skład której weszła tylko ta wieś.
Podczas II wojny światowej na terenie Ochudna działały oddziały partyzantki i AK, do których należeli mieszkańcy wsi. W 1944 w jednym z domów w Ochudnie-Dębnikach stacjonował sztab Konstantego Rokossowskiego. W 1944 większość wsi, wskutek wycofywania się wojsk niemieckich, została spalona.
W latach 1954–1961 wieś należała i była siedzibą władz gromady Ochudno, po jej zniesieniu znalazła się w gromadzie Leszczydół Stary. Następnie, od 1973, była częścią gminy Rząśnik. W latach 1975–1998 miejscowość administracyjnie należała do województwa ostrołęckiego. Od 1999 wieś należy do gminy Rząśnik.
W 1970 w Ochudnie powstała Ochotnicza Straż Pożarna. W 1976 w Ochudnie notowano istnienie filii szkoły zbiorczej w Porządziu.
W 1998 we wsi mieszkało 486, w 2002 – 470, a w 2009 – 499 osób. Według spisu powszechnego z 2011 wieś zamieszkiwało 519 osób. W czasie spisu powszechnego z 2021 zanotowano 521 osób (51,2% kobiety, 48,8% mężczyźni).
| SIMC    | Nazwa           | Rodzaj    |
| ------- | --------------- | --------- |
| 0519009 | Dębniki         | część wsi |
| 0519015 | Gajówka Ochudno | część wsi |
| 0519021 | Morgi           | część wsi |
| 0519038 | Stara Wieś      | część wsi |
| 0519044 | Sztuki          | część wsi |

## Zabytki
W XIX wieku we wsi popularne były domy czteroizbowe: duża izba, alkierz, sień i komora. W międzywojniu stawiano większe domy obrócone dłuższym bokiem do drogi, niektóre od drogi miały drewniany ganek. Natomiast domy kurpiowskie budowano szczytem do drogi, zaś okna, drzwi i naroża dekorowano wycinanymi we wzory deseczkami. Gminna ewidencja zabytków rejestruje w Ochudnie zabytkowe 4 kapliczki z XX wieku oraz 3 krzyże z XX wieku oraz dwa domy mieszkalne (nr 81 datowany na 1914 i nr 82 datowany na ok. 1919).
Pamiątką po walkach z wojskami rosyjskimi w czasie powstania styczniowego jest miejsce przecinki części lasu, w wyniku której powstała leśna droga zwana przez miejscowych Linią Powstańców. W ten sposób władze carskie chciały utrudnić działania powstańców styczniowych w Puszczy Białej. W pobliżu przemieszczały się rosyjskie patrole wyłapujące insurgentów. Nazwa Linia Powstańców została utrwalona została na mapach. W 2019, podczas polowej uroczystości patriotycznej pt. „Dzień Pamięci 1863”, do użytku oddano Ścieżkę Historyczną „Linia Powstańców” z powstańczą kapliczką, uzupełnioną czterema tablicami informacyjnymi nt. powstania styczniowego w regionie.
Niedaleko leśniczówki w Ochudnie, przy drodze do Wyszkowa, znajduje się zbiorowa mogiła powstańców styczniowych. Prawdopodobnie została zniwelowana, by na jej miejscu ulokować mogiłę z I wojny światowej. W ziemnym kopcu o wys. 2 m pochowano żołnierzy armii rosyjskiej poległych w 1915. Mogiła jest notowana w gminnej ewidencji zabytków. 

## Zwyczaje
W XIX wieku badania we wsi prowadził Oskar Kolberg. Zanotował m.in. miejscowe pieśni. Informował, że miejscowi włościanie chętnie wystawiali przydrożne krzyże.
We wsi organizowany jest Dzień Ziemniaka, na który przygotowywane są potrawy z ziemniaków do degustacji oraz konkursy dla dzieci i młodzieży. Odbywa się też Dzień Ulęgałki. W 2024 podczas imprezy zaprezentowano po raz pierwszy hymn wsi na podstawie wiersza mieszkanki Ochudna Wiesławy Szymańskiej:
Pośrodku lasów jak polaneczka
Leży przecudna nasza wioseczka
No a symbolem naszej wioseczki
Są smaczne gruszki „ulęgałeczki”.
Dawniej na polach wśród łanów zboża
Wyrosły grusze – danina Boża
Była to pomoc dla społeczności
Te piękne drzewka przyciągały gości.
Każdy z ochotą gruszki smakował
A nawet często w worki je chował
I tak powstała ta fama cudna
Że ulęgałka godłem Ochudna.

## Współczesność
We wsi znajduje się hydrofornia.
Wierni Kościoła rzymskokatolickiego należą do parafii św. Teresy od Dzieciątka Jezus w Porządziu.
Sołtyską wsi jest Sylwia Kulesza. We wsi działa Koło Gospodyń Wiejskich „Ochudnianki”.

## Galeria

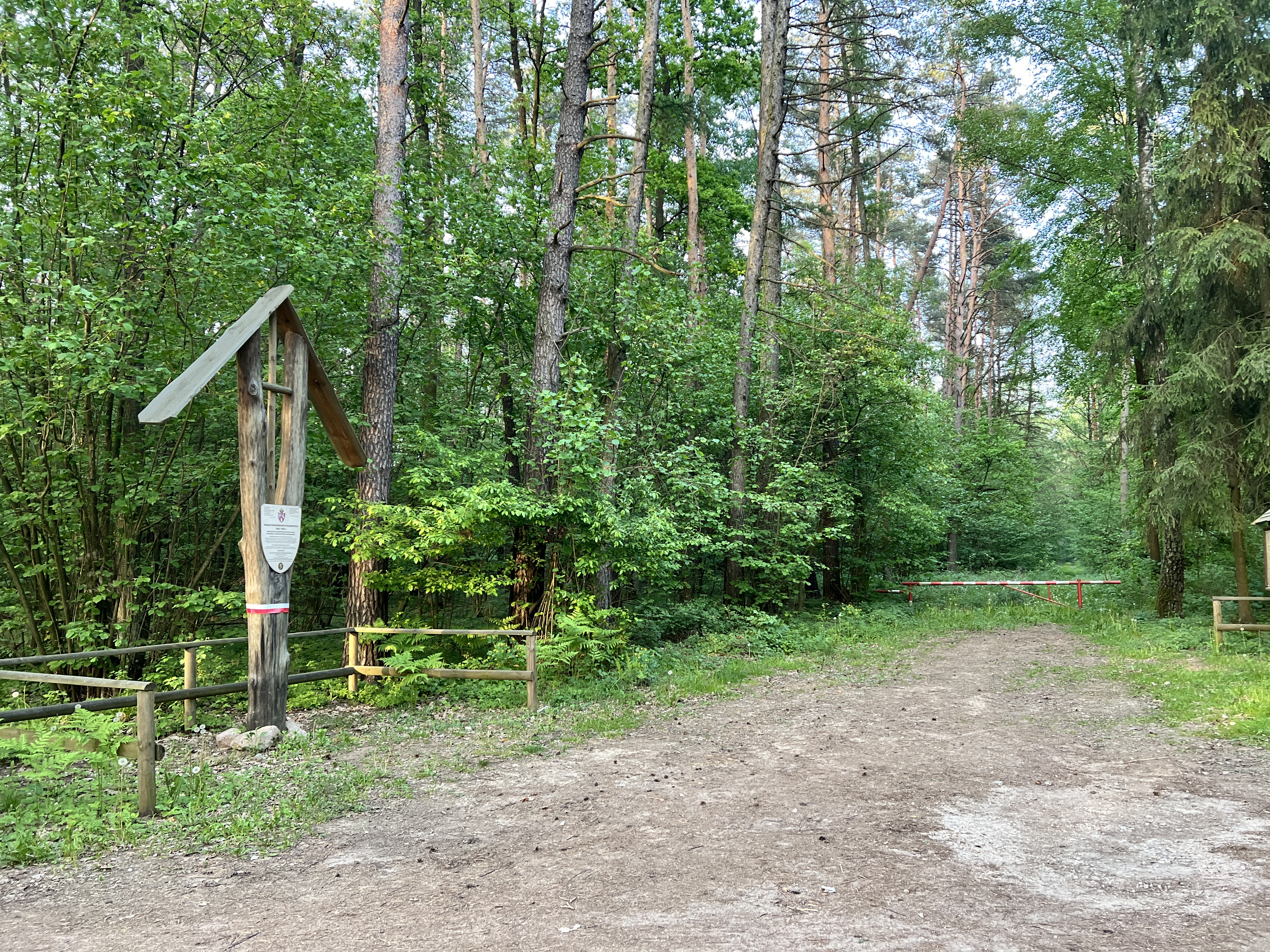
Kapliczka przy Linii Powstańców
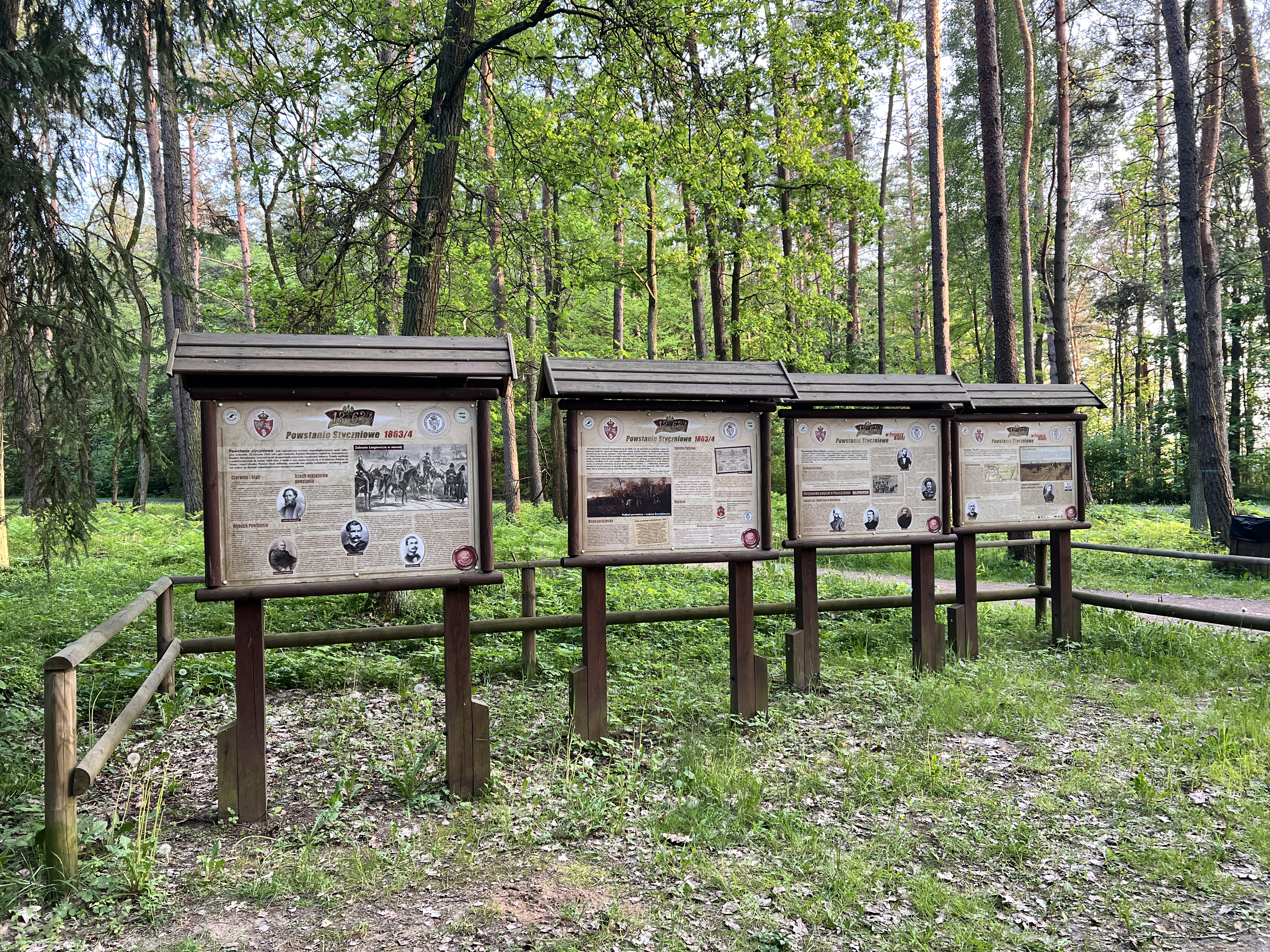
Tablice informacyjne w miejscu pamięci przy Linii Powstańców
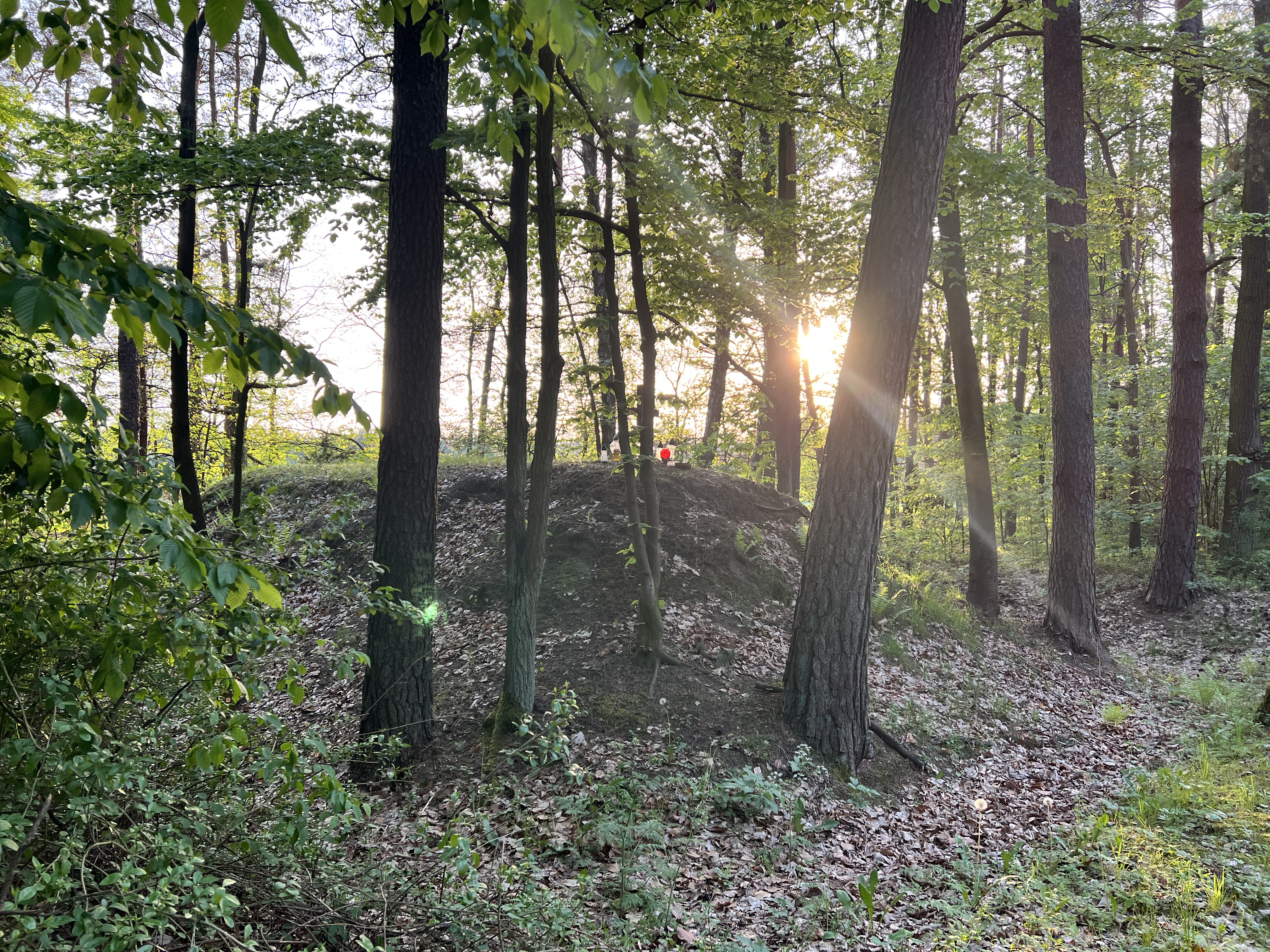
Mogiła żołnierzy armii rosyjskiej z I wojny światowej (prawdopodobnie na miejscu mogiły z 1863)
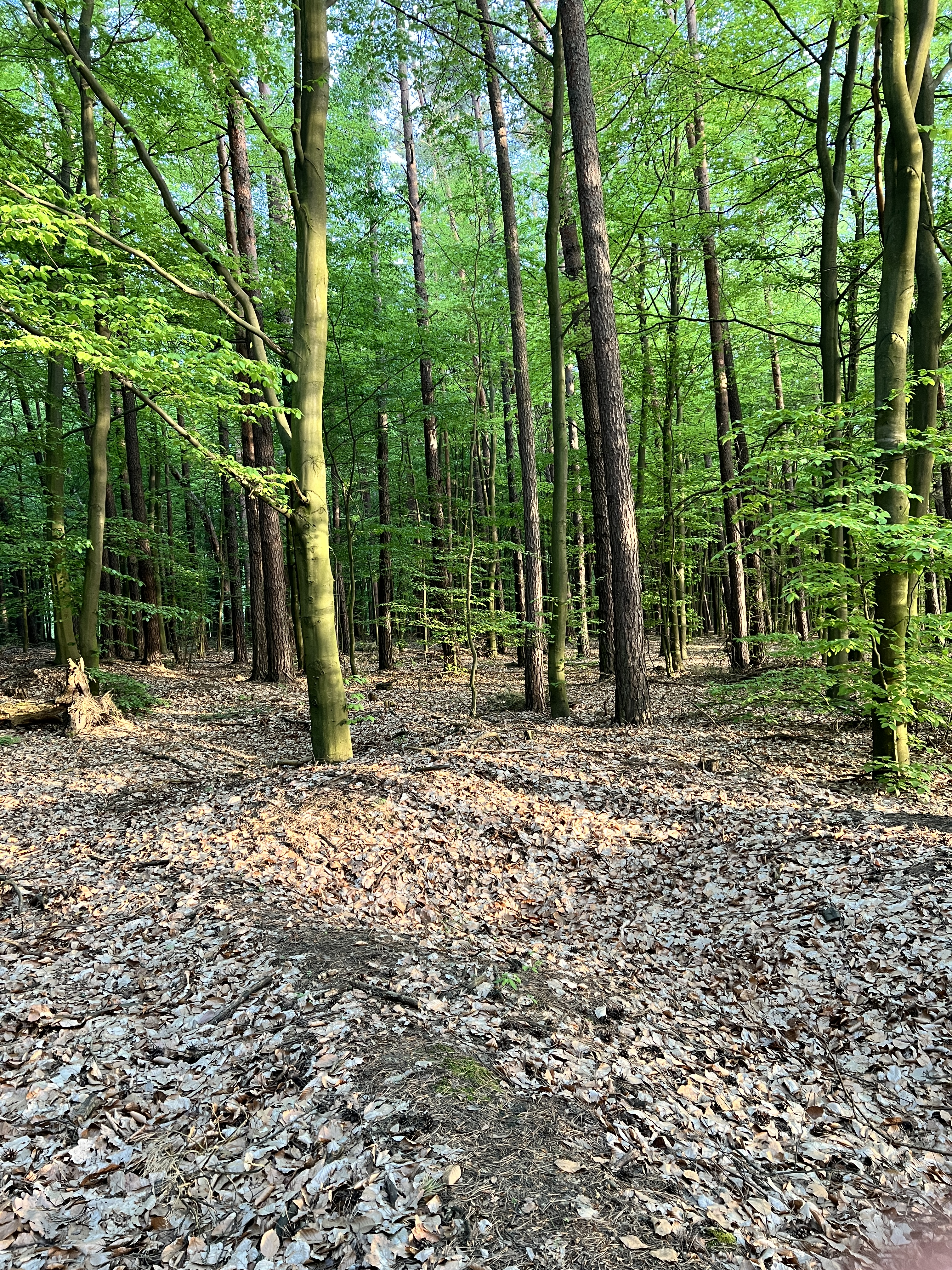
Ślady okopów z I wojny światowej
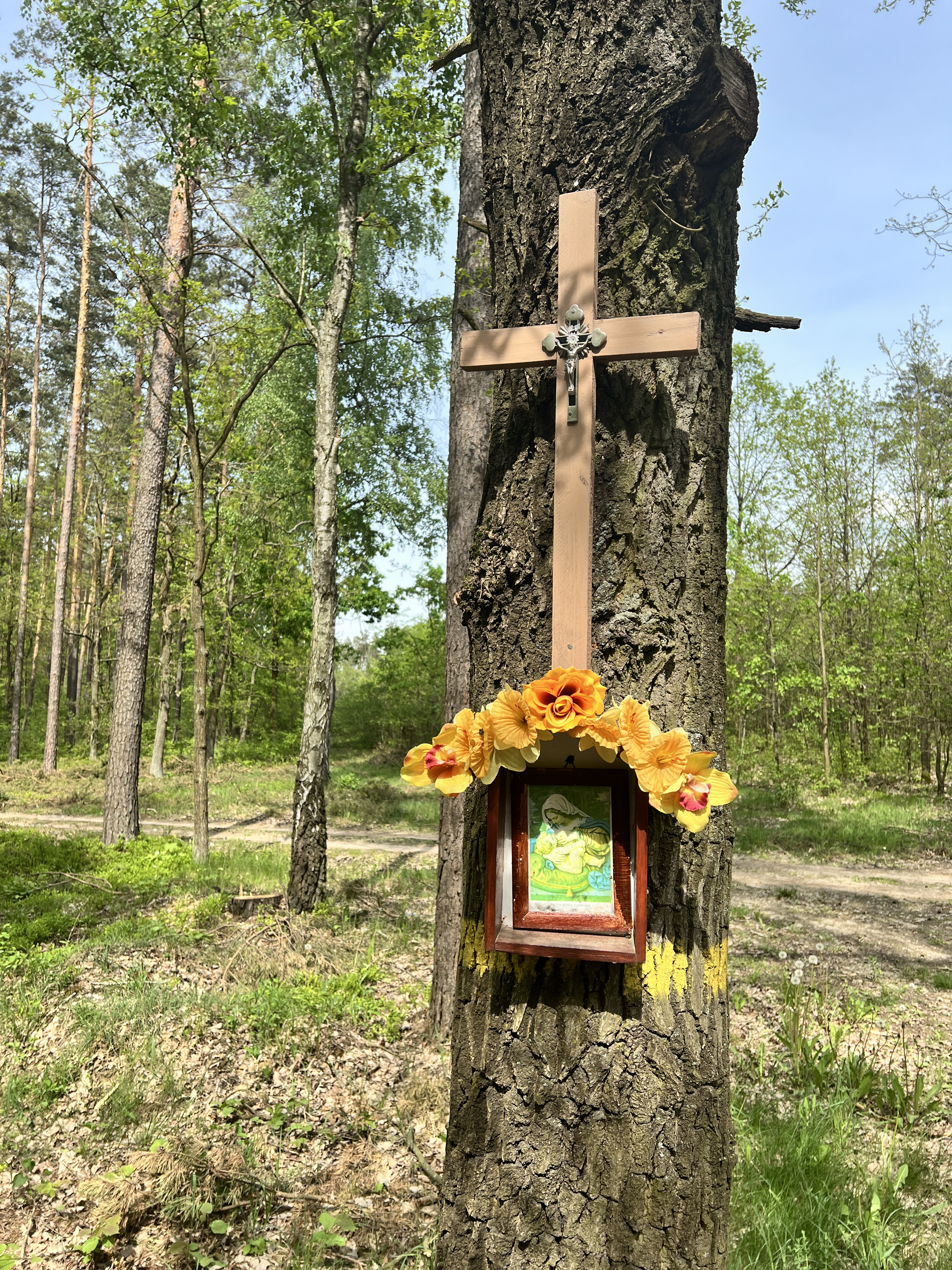
Kapliczka skrzynkowa przy leśnej drodze w pobliżu wsi
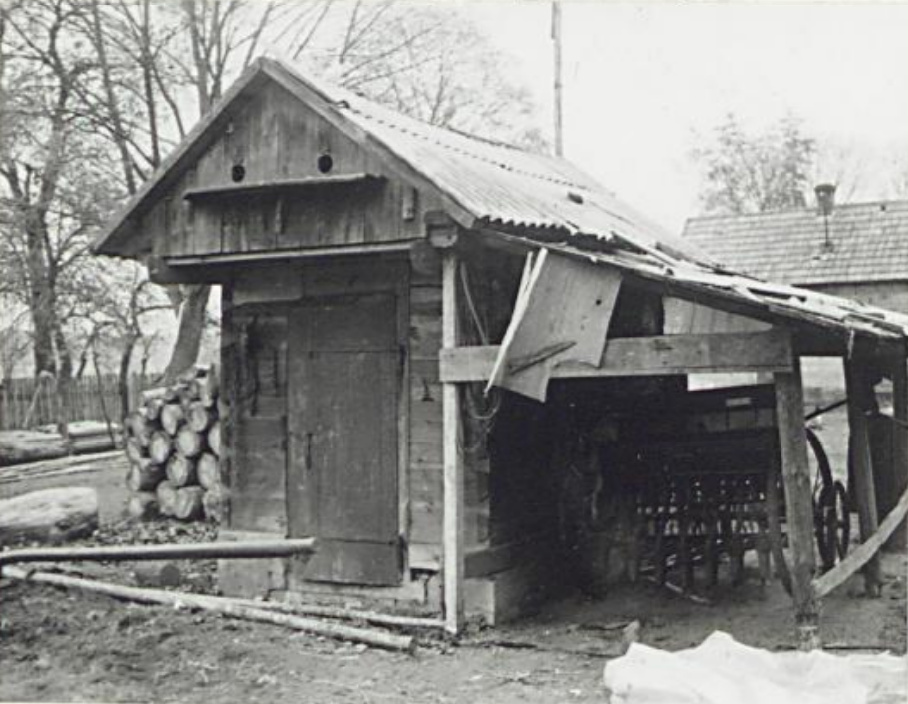
Ochudno 85, spichlerz z 1934 (stan na 1987)
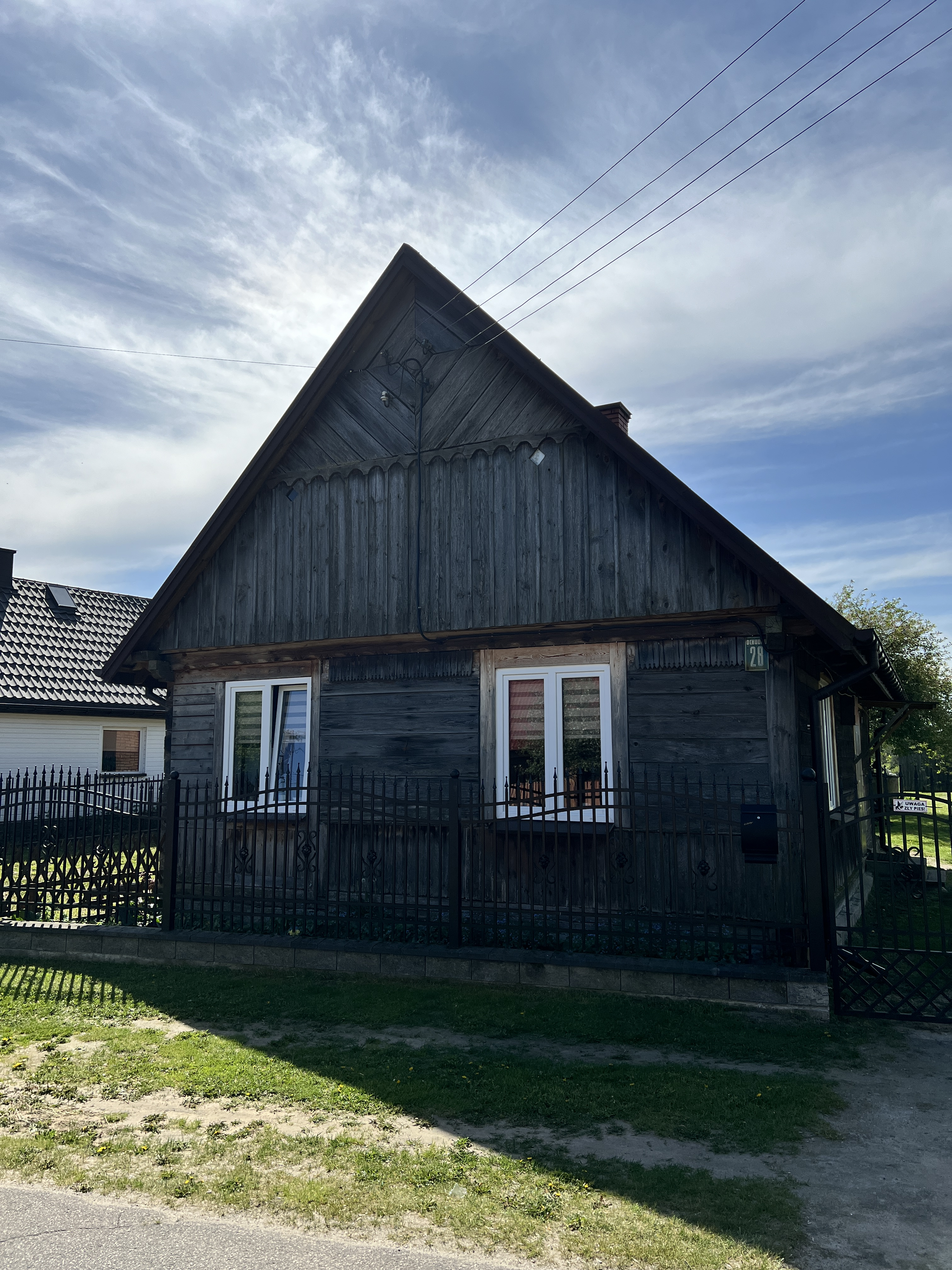
Dom w Ochudnie
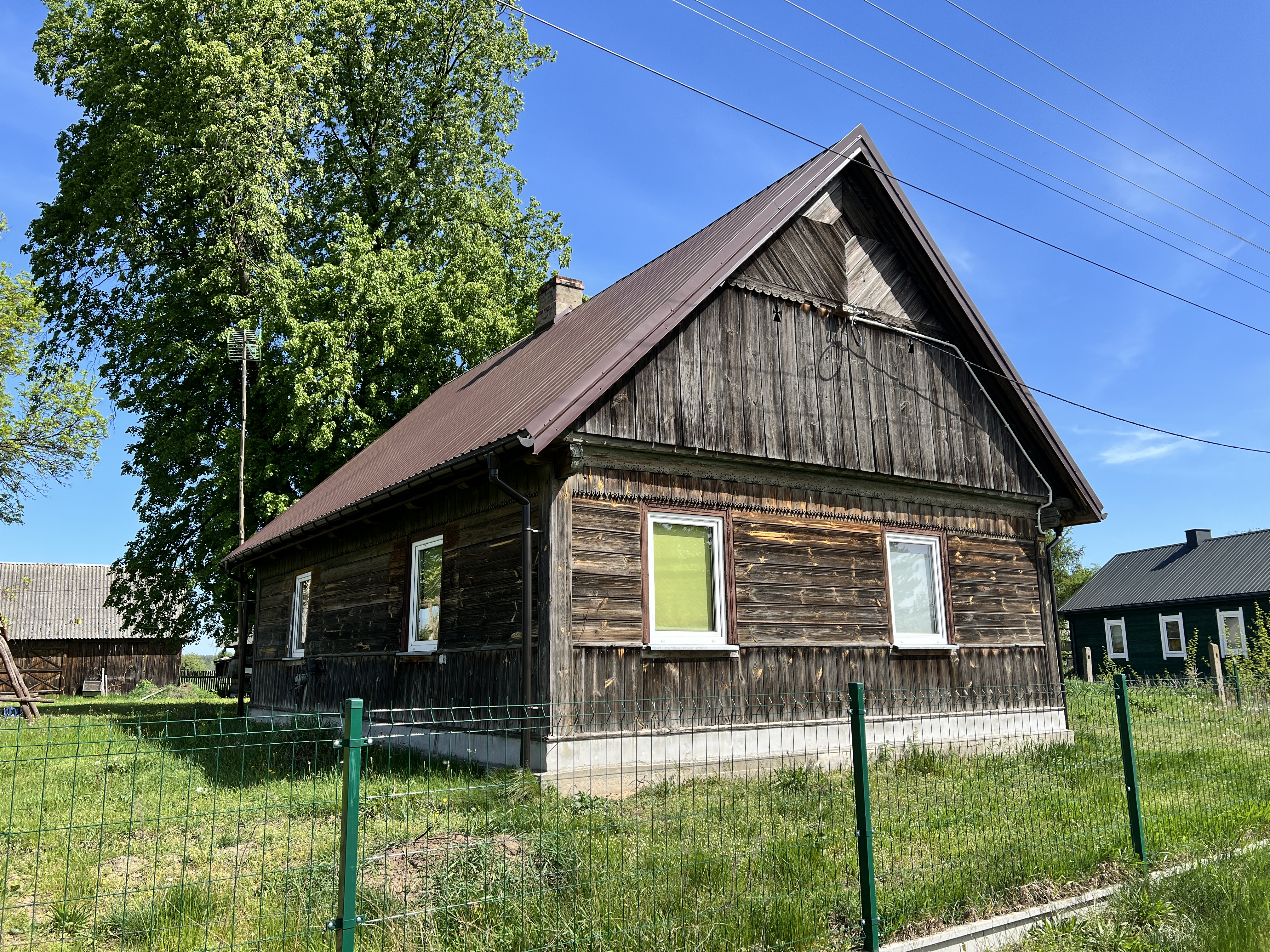
Dom w Ochudnie
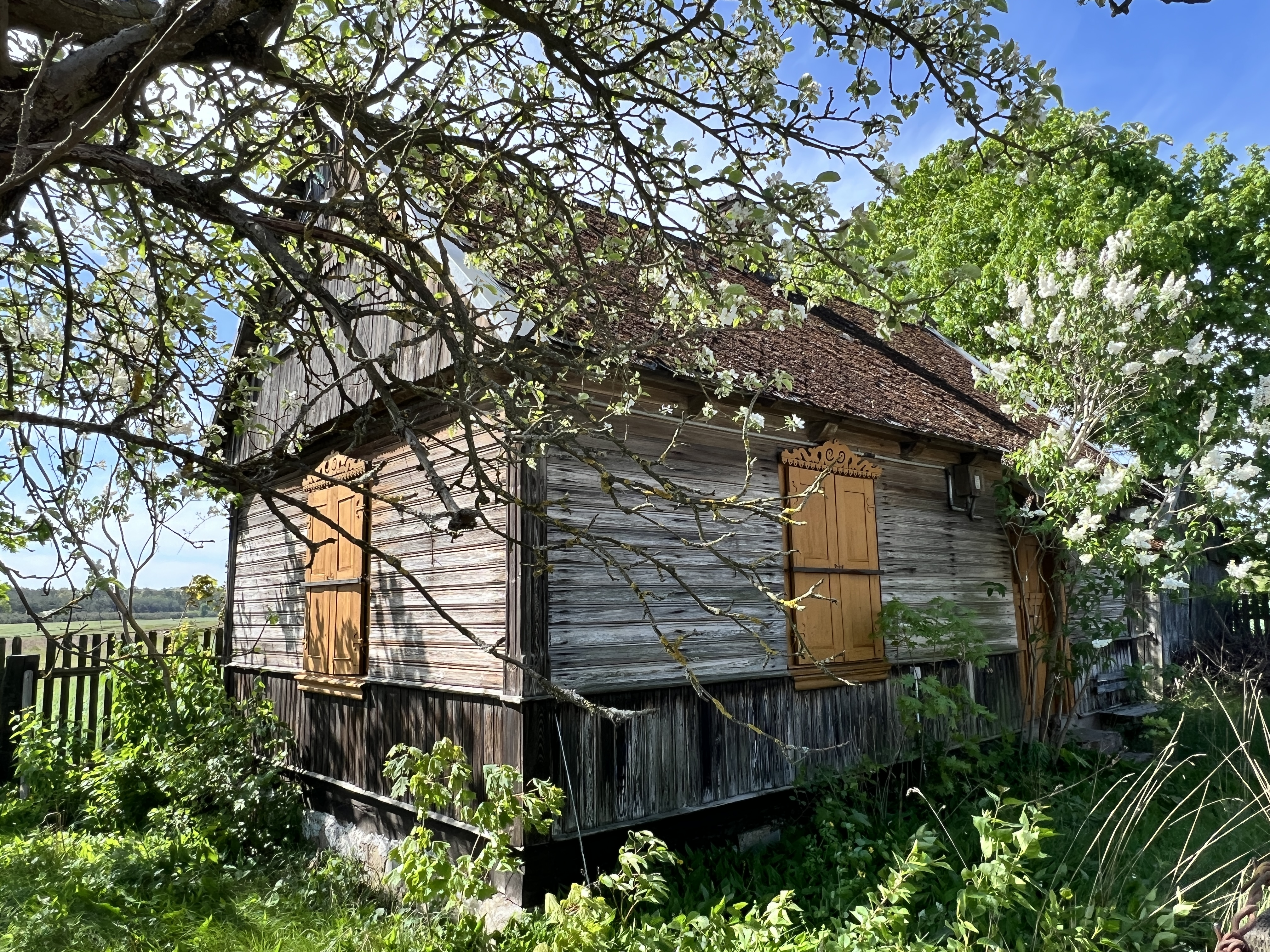
Dom w Ochudnie
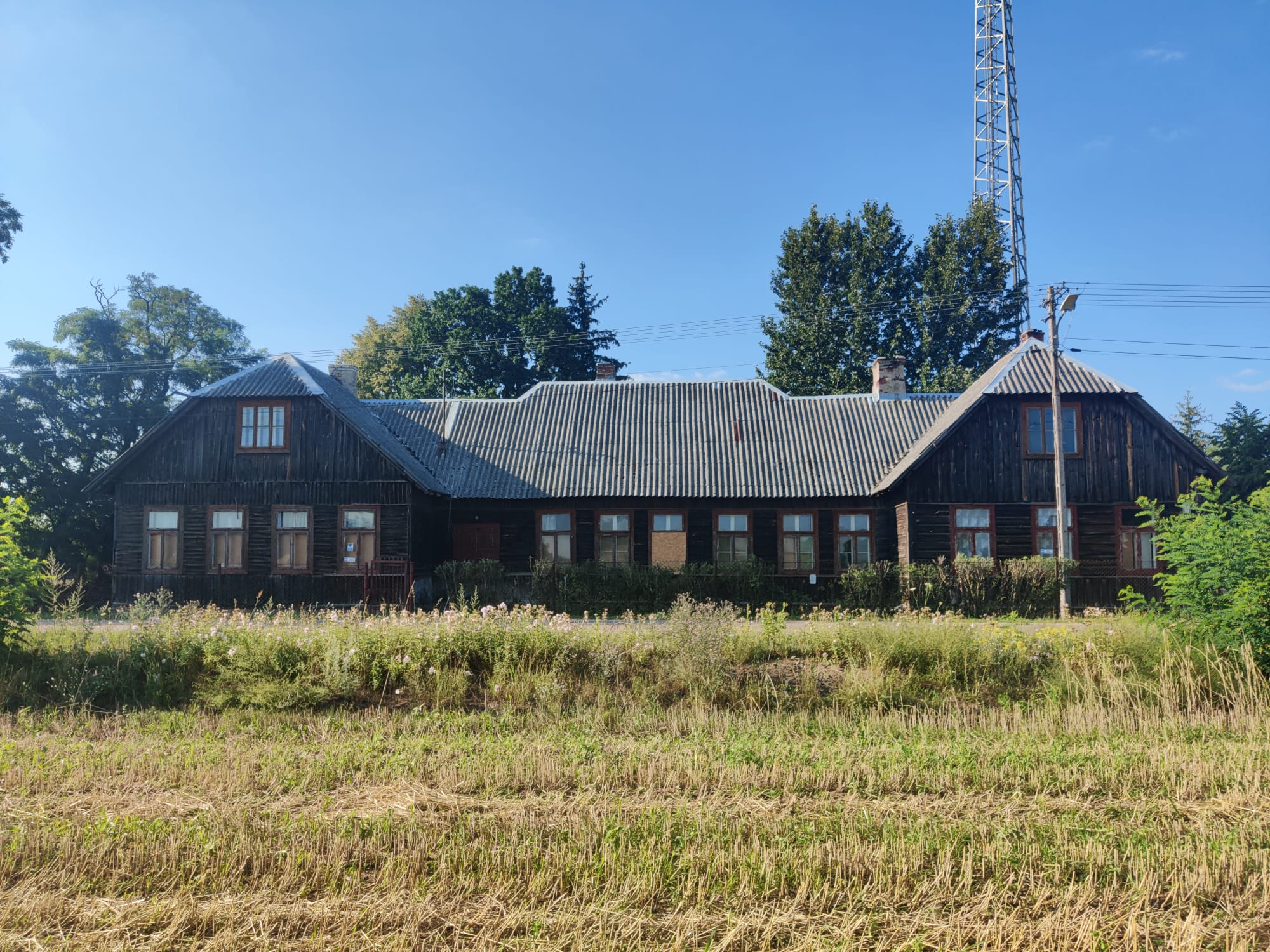
Budynek szkoły
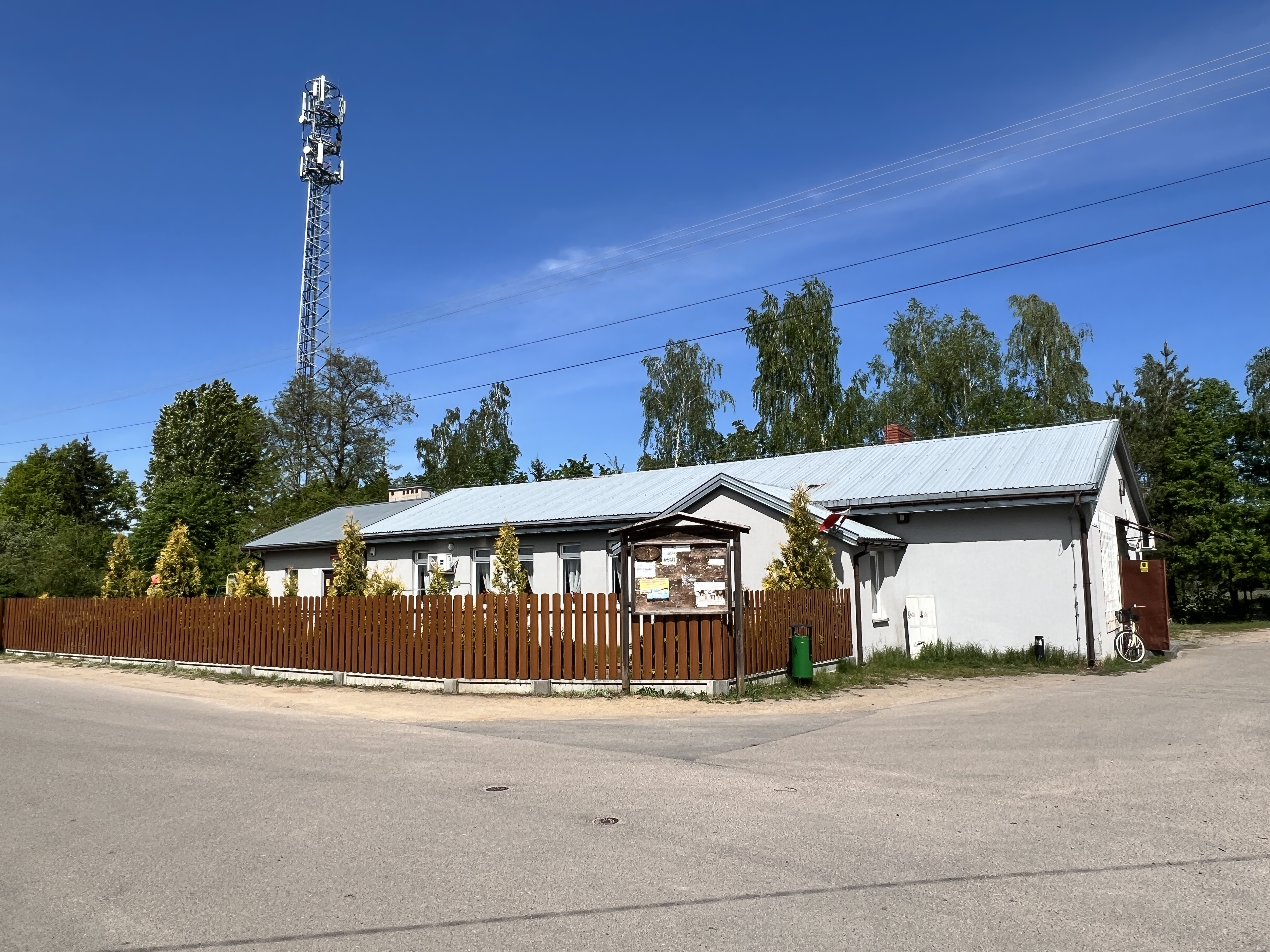
Sklep w centrum wsi